# 胡斯利亚 (阿拉斯加州)
胡斯利亚（英語：Huslia），是美国阿拉斯加州的一座城市。该市的人口在2000年为293人，2010年有275人。人口在阿拉斯加州排行第89。